# アーサー・トルドー
アーサー・ギルバート・トルドー（Arthur Gilbert Trudeau, 1902年7月5日 - 1991年6月5日）は、アメリカ合衆国の軍人。アメリカ陸軍の将校で、朝鮮戦争中に第7歩兵師団長としてポークチョップヒルの戦いを指揮したことで知られる。最終階級は中将。

## 経歴

### 第二次世界大戦まで
1902年、バーモント州ミドルベリーにて生を受ける。トルドーはホレイショ・アルジャーの小説を愛読して軍人に憧れを抱くようになり、1920年7月1日に陸軍士官学校への入校を果たす。卒業後に陸軍工兵学校にて工兵将校としての教育を受け、1928年にフォート・ルイスの第6工兵大隊D中隊に中隊長たる中尉として配属された。兵科に工兵を選んだのは、第一次世界大戦における工兵隊の貢献に感銘を受けた為であった。その後、ニューヨークのニューディール政策進捗管理官、シアトル工兵管区勤務、ハワイ駐在を経て、1931年にニュージャージー州兵第104工兵大隊に配属された。1941年、陸軍指揮幕僚大学に教官として赴任し、新たな機械化歩兵師団の戦闘ドクトリンの構築を担当した。1942年初頭には、ウォルター・ウィルソン少佐と協力して同学における最初の水陸両用作戦の課題を作成している。この課題では英仏海峡を例に取っていた。
1942年、トルドー大佐は水陸両用作戦を専門とする第4工兵特別旅団に配属される。同年秋にはオーストラリアにて数千隻もの水陸両用艇の製造を指揮したほか、ヨーロッパ侵攻の指揮を執っていたドワイト・D・アイゼンハワー将軍に対し水陸両用作戦の専門家として助言を行った。1944年までに准将に昇進。1945年には水陸両用戦の専門家としてフィリピン・マニラに設置された秘密基地キャンプX（Camp X）の司令官に就任し、ダウンフォール作戦（日本本土侵攻作戦）の準備に関与する。結局この作戦は実施されないまま日本は降伏し、終戦を迎えることとなった。

### 第二次世界大戦後
戦後、フィリピンにおける日本軍の指揮官だった本間雅晴中将らを裁くマニラ軍事裁判に陪審員として出席する。1946年3月にアメリカ本土に戻り、陸軍人員管理総監（Chief of manpower control）を務める。1948年より在独米軍の治安組織である保安隊の第1保安旅団に勤務し、1950年には陸軍大学校副校長に就任。この時期に兵科を機甲へと移している。1952年から日本進駐軍の第1騎兵師団に勤務。
1953年、朝鮮戦争最中の朝鮮半島に展開する第7歩兵師団の師団長に就任。トルドーは自ら偵察部隊を率いて戦略的要衝と見なされていたポークチョップヒルの偵察を行ったことから銀星章を受章している。
1953年10月には陸軍情報総監（Chief of Army intelligence）に就任するが、1955年9月にはCIA長官アレン・ダレスがペンタゴンに送った覚書が原因で解任された。この覚書の内容は公表されなかったが、トルドーは普段から過激な反共主義者として知られており、政府見解との食い違いから他の政府関係者と衝突することがしばしばあったという。退役直前にトルドー自身が語ったところによれば、彼の声明はしばしば国務省の検閲を受け、「共存は選択肢ではない。致命的な退廃だ」（coexistence is not a choice -- it is a fatal disease）、「我らが祖国は、全世界の共産主義による世界的総攻撃の主標的だ」（Your country and mine are the prime targets of the worldwide, all-out offensive of world communism.）といったフレーズが削除されていたという。情報総監たるトルドーの最も重要な任務は、アメリカへ送還された朝鮮戦争時の元捕虜らを調査し、東側が彼らに施した洗脳工作の実態を探ることだった。この調査により作成された1万ページを超える報告書はアイゼンハワー大統領に提出され、いわゆる「6つの行動規範」（Six-point code of conduct）の制定に繋がった。
解任後は極東軍作戦幕僚長補として東京に派遣される。1956年、中将に昇進すると共に再び朝鮮半島へ派遣され、第1軍団司令官に就任した。1958年、陸軍研究開発局局長に就任してワシントンに戻り、退役までこの職を務めた。研究開発局局長としてのトルドーは、ミサイルや兵器開発の分野に特に注力していたという。
トルドーは現役時代から、米軍における人種的区別撤廃の支持者であった。トルドーは軍での勤務を認めることで、教育を受ける機会がなかった者に新たなキャリアのきっかけを与えることになり、これがアメリカ全体の利益に繋がると主張していた。性格は無口ながらも堅苦しくはなく、珍しい左利きのスタイルでバンジョーを演奏し、家族や友人、あるいは兵士たちに聞かせることもあったという。エチオピア人部隊が指揮下に加わった際には、部族の踊りを披露してエチオピア兵らを楽しませた。元同僚が語ったところによれば、彼は頭の回転が早く精力的な人物で、ピストル射撃は左右どちらの手でも熟練していたという。
学位はカリフォルニア大学バークレー校から土木工学の修士号を得ているほか、いくつかの大学から名誉博士号を贈られていた。退役までに多数の勲章等を受章したほか、情報将校として軍情報部殿堂（Military Intelligence Hall of Fame）に名を連ねている。
ポークチョップヒルの戦いを題材とした1959年の映画『勝利なき戦い』（原題：Pork Chop Hill）では、ケン・リンチがトルドーを演じた。

### 退役後
1962年に陸軍を退役した後、ピッツバーグのガルフ石油の機関であるガルフ・ラボ（Gulf Labs）にて1968年まで所長を務める。その後、同地のロックウェル・インターナショナル航空宇宙事業部にて1972年まで議長付特別顧問を務める。1991年6月5日、メリーランド州チェビー・チェイスの自宅にて心不全により死去。彼が死去した時点で、家族は妻の他に娘1人、継娘3人、継息子1人、孫11人、曾孫12人があった。